# Sơn đôn
Sơn đôn (danh pháp khoa học: Amalocalyx microlobus) là một loài thực vật có hoa trong họ La bố ma. Loài này được Pierre ex Spire mô tả khoa học đầu tiên năm 1905.
Loài này phân bố ở Vân Nam (Trung Quốc), Việt Nam, Lào, Thái Lan.
Tiếng Trung gọi là Mao xa đằng (毛车藤).